# Paraphrynus baeops
Espèce
Paraphrynus baeops est une espèce d'amblypyges de la famille des Phrynidae.

## Distribution
Cette espèce est endémique du Tamaulipas au Mexique. Elle se rencontre à Ocampo dans les grottes Sotano de Vasquez et Grutas del Puente et à Ciudad Mante dans la grotte Cueva de la Florida.

## Description
La femelle holotype mesure 19,5 mm.

## Publication originale
- Mullinex, 1975 : Revision of Paraphrynus Moreno (Amblypygida: Phrynidae) for North America and the Antilles. Occasional Papers of the California Academy of Sciences, no 116, p. 1-80 (texte intégral).